# Saint-Léger-sous-la-Bussière
Saint-Léger-sous-la-Bussière is een gemeente in het Franse departement Saône-et-Loire (regio Bourgogne-Franche-Comté) en telt 256 inwoners (1999). De plaats maakt deel uit van het arrondissement Mâcon.

## Geografie
De oppervlakte van Saint-Léger-sous-la-Bussière bedraagt 8,6 km², de bevolkingsdichtheid is 29,8 inwoners per km².
De onderstaande kaart toont de ligging van Saint-Léger-sous-la-Bussière met de belangrijkste infrastructuur en aangrenzende gemeenten.

## Demografie
Onderstaande figuur toont het verloop van het inwonertal (bron: INSEE-tellingen).

1. ↑  Populations de référence 2022.